# جون سوليفان (دبلوماسي)
جون سوليفان (بالإنجليزية: John Sullivan)‏ (20 نوفمبر 1959 - ) دبلوماسي أمريكي، سفير الولايات المتحدة لدى روسيا.

## نشأته وتعليمه
من مواليد مدينة بوسطن بولاية ماساتشوستس. تخرج من الثانوية في عام 1977، ثم حصل على بكالوريوس الآداب في التاريخ والعلوم السياسية من جامعة براون في عام 1981، وحصل على دكتوراه في الحقوق من كلية الحقوق بجامعة كولومبيا في عام 1985.

## حياته العملية

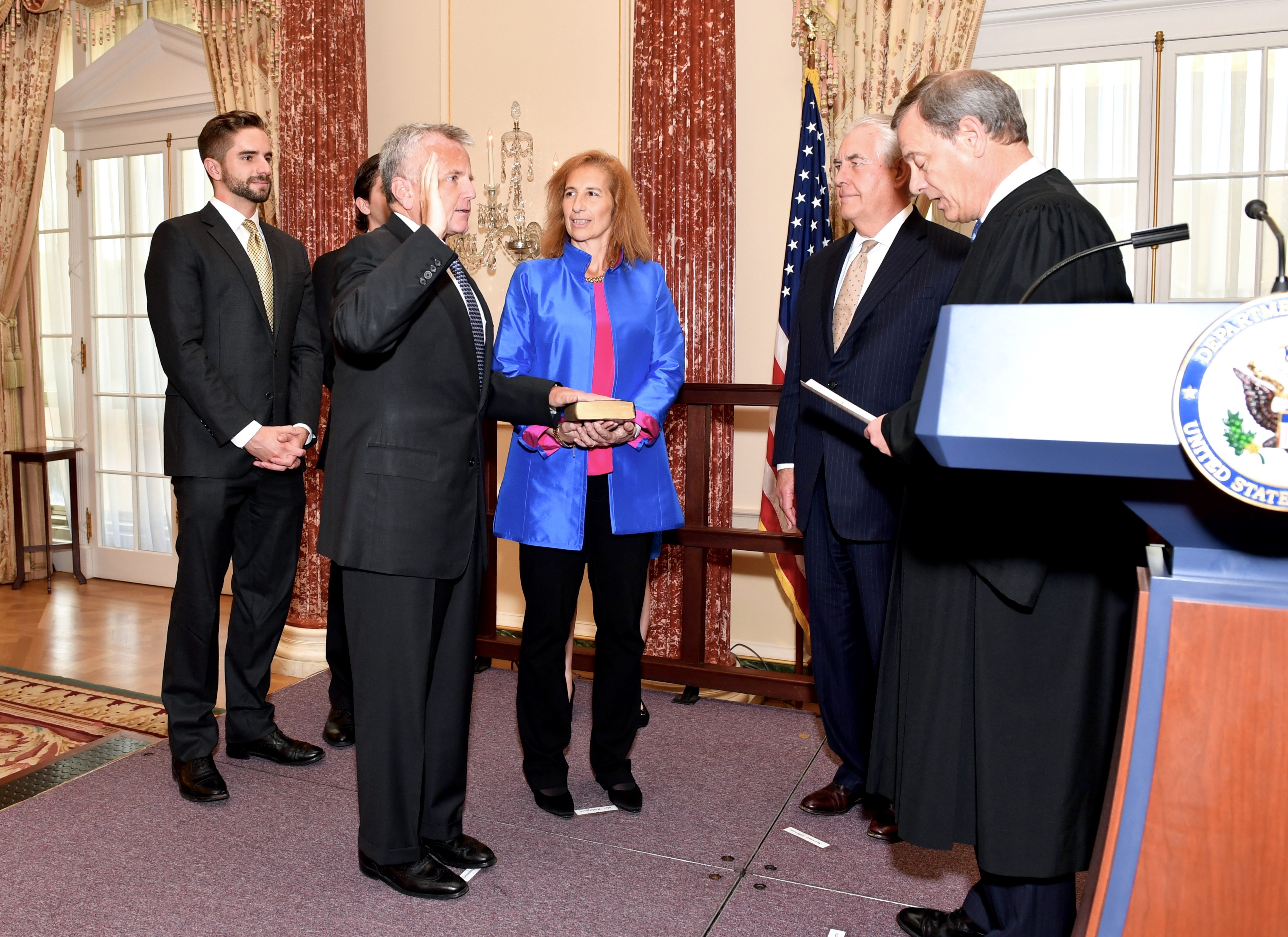
بحضور العائلة ووزير الخارجية الأمريكي ريكس تيلرسون، يقوم رئيس المحكمة العليا الأمريكية جون جي. روبرتس جونيور بأداء اليمين لجون سوليفان كنائب جديد لوزير الخارجية خلال مراسم أقيمت في وزارة الخارجية الأمريكية في واشنطن العاصمة، في 9 يونيو 2017. [صورة من وزارة الخارجية / ملكية عامة

محامٍ وخبير قانوني وعضو في الحزب الجمهوري. وكان مستشارا لأربع حملات انتخابية للمرشحين للرئاسة الأمريكية، بدءا من حملة جورج بوش الأب عام 1992. كما عمل في وزارة التجارة الأمريكية من 2005 إلى 2009. وفي مايو 2017 بدأ بالعمل في إدارة الرئيس ترامب حيث تم تعيينه نائبا لوزير الخارجية، كما أدى مهام وزير الخارجية في مارس 2018 بعد إقالة ريكس تيلرسون من المنصب، وحتى تعيين مايك بومبيو، في أبريل من العام نفسه.

## المناصب
- المستشار العام لوزارة التجارة الأمريكية (22 يوليو 2005 - 14 مارس 2008).
- نائب وزير التجارة الأمريكي (14 مارس 2008 - 20 يناير 2009).
- قائم بأعمال وزير الخارجية الأمريكي (13 مارس 2018 - 26 أبريل 2018).
- نائب وزير الخارجية الأمريكي (24 مايو2017 - ).
- سفير الولايات المتحدة لدى روسيا (2019 - ).